# 참깨
참깨는 참깨과의 한해살이풀, 또는 그 씨이다. 서아시아가 원산지인 한해살이풀로 한국을 비롯한 동아시아와 북아메리카, 아프리카 등에 널리 분포하는 기름작물(유료작물)이다.

## 생태
줄기는 곧추서고 네모지며 잎과 더불어 부드러운 털이 빽빽이 난다. 잎은 마주나기 하거나 윗부분에서 때로 어긋나기 한다. 잎자루는 긴타원형 또는 바소꼴로 가장자리가 밋밋하다. 밑부분이 3개로 갈라지기도 하며 잎자루 밑부분에는 노란색 작은 돌기가 있다. 통꽃인 꽃은 7-8월에 피며 흰색 바탕에 연한 자줏빛으로 윗부분의 잎겨드랑이에 달린다. 꽃받침은 5개로 깊게 갈라지고 꽃부리는 입술 모양이며 윗입술 꽃잎은 2개, 아랫입술 꽃잎은 3개로 갈라진다. 수술은 4개 가운데 2개가 길고 1개의 암술이 있다. 열매는 삭과로 원기둥형이며 끝이 뾰족하고, 익으면 끝에서부터 터져서 깨가 쏟아져 나온다.

## 쓰임새

참깻단

참깨는 빛깔에 따라 검정깨·흰깨·누른깨로 나뉘고 특성에 따라 분류하기도 한다. 참깨는 지방이 45-55%, 단백질이 36% 들어 있으며, 비타민 B1·E도 많다. 기름은 식용하고, 깨소금을 만들어 조미료로 쓰며, 떡·엿·과자(특히 참깨스틱도 포함된다.)·라면(참깨라면) 등에 넣기도 한다 인조버터·비누원료·올리브기름 대용으로도 쓴다. 미국에서는 참기름을 다른 기름과 섞어서 샐러드유를 만든다고 하며, 또 점착제, 화장품 원료·약용으로도 쓰인다. 지방유가 들어 있으므로 자양강장 및 변비치료에 좋고 다른 생약과 배합하면 허약체질·병후 회복용으로 유효하며, 염증 등에 외용되고 해독제, 완화제, 연고 등으로 이용된다. 깻묵은 사료·비료로 이용한다. 공업용으로는 선박 기관의 냉각제, 등화유로 이용된다.
한국에는 중국을 통해서 들어 왔고 개량종으로 수원 9호, 풍년깨 등이 우수 품종으로 평가받고 있다.

## 같이 보기
- 깨
- 참기름
- 들깨

1. ↑  National Academies of Sciences, Engineering, and Medicine; Health and Medicine Division; Food and Nutrition Board; Committee to Review the Dietary Reference Intakes for Sodium and Potassium (2019). 〈Chapter 4: Potassium: Dietary Reference Intakes for Adequacy〉.   Oria, Maria; Harrison, Meghan; Stallings, Virginia A. 《Dietary Reference Intakes for Sodium and Potassium》. The National Academies Collection: Reports funded by National Institutes of Health. Washington, DC: National Academies Press (US). 120–121쪽. doi:10.17226/25353. ISBN 978-0-309-48834-1. PMID 30844154. 2024년 12월 5일에 확인함.
2. ↑  United States Food and Drug Administration (2024). “Daily Value on the Nutrition and Supplement Facts Labels”. 《FDA》. 2024년 3월 27일에 원본 문서에서 보존된 문서. 2024년 3월 28일에 확인함.